# 七不讲
七不讲，即“七个不要讲”是中共中央对中国高校教师的要求，首先由华东政法大学教师张雪忠在新浪微博上提及，随后得到其他学者和教授的证实。该指示沒有書面寫出，是由相关領導在開會時口述通知，可能会得到長期執行，便請大家互相遵守以免麻煩。

## 背景
2013年4月22日，中共中央办公厅印发了非公开发表的《关于当前意识形态领域情况的通报》，并下发到县团级供相关干部学习。通报提到“要切实加强对当前意识形态工作的领导，把加强意识形态领域的工作列入重要议事日程，做到有载体、有活动，形成学习制度”，要求相关官员同“危险的”西方价值观作斗争。文件中称，要“确保新闻媒体的领导权，始终掌握在同以习近平同志为总书记的党中央保持一致的人手中”。
涉及该通报的互联网内容都被删除或封禁。而最先揭露“七不讲”的张雪忠因曾在2012年9月发表对香港国民教育的看法，遭华东政法大学取消其对本科生的授课资格。他还曾致信中国大陸教育部长袁贵仁，要求将马克思主义、毛泽东思想、邓小平理论等课程从大学公共课中去除。

## 内容
张雪忠在新浪微博发表“七不讲”，指控此为習近平以來中共官方发布的言论控制政策：
1. 普世价值不要讲
2. 新闻自由不要讲
3. 公民社会不要讲
4. 公民权利不要讲
5. 中国共产党的历史错误不要讲
6. 权贵资产阶级不要讲
7. 司法独立不要讲[5]

以上内容与《通报》中提到的“七大危险”有所出入。

## 后续
张雪忠在新浪微博发表“七不讲”后其账号后遭到删除，“七不讲”关键字随后馬上在新浪微博遭官方屏蔽。
2014年1月13日，中共党刊《红旗文稿》的文章中提到了网上流传此说法。
2015年4月17日，专栏作家高瑜因为境外非法提供国家秘密罪被判处有期徒刑七年，剥夺政治权利一年，涉事文件与此前盛传的“七不讲”相关。

## 各方反应
- 曾任中共前任总书记赵紫阳政治秘书的鲍彤表示不能确定“七不讲”内容是否属实，如果是真的，现任总书记习近平提出的“中国梦”将一夜回到“辛亥革命”之前的“皇帝梦”。若不是事实，《人民日报》和新华社应宣布这是谣言，若不进行辟谣，又在高校当中流传，这就说明主旋律混乱。[1]
- 历史学者章立凡称中共当局喜欢将口号“数字化”，如“四项基本原则”、“五不搞”、 “四个自信”等。所以七不讲这些口号，也体现出中国共产党一成不变的执政思维，这种僵化的统治必将引发自下而上的社会变革。章立凡认为在互联网时代，因为人们的思想没那么容易被钳制，“七不讲”不会给执政者带来期盼的效力。[1]他表示「七不講」其實是「兩個凡是」的發展，當局推出七個不能觸及的禁區，實際上反而是在提醒大家，這是中國大陸現今體制上的七個關鍵弊端。「兩個凡是」即為「凡是毛澤東說的都是對的，凡是毛澤東的指示必須堅決執行」。報道說，2013年是毛澤東冥誕120年，中國大陸當局近來多次收緊言論被指與此有關。[2]
- 民主党人士查建国称“七不讲”的内容非常荒谬可笑，若此事属实，必将遭高校知识分子群起反抗，他说“我怀疑这种消息的真实性，因为七不讲的内容太惊人、太可笑了，而且不可能执行。若是真的，必会遭到抵制，遭到大规模的反对，这是一个很大的倒退。”[10]
- 北京学者莫之许说：“以前虽然没有明文规定，但他们的教学方针就是这样子，因为没有明文规定，有些老师讲这些东西不太会受到惩罚。但现在这样规定的话，若有教师讲这些东西的话就会被处罚、不让上课等等。”[10]北京理工大学教授胡星斗认为中共当局“一切工作的出发点都是为了维稳”，估计是由于现在社会形势非常严峻，中国大陸百姓不满的声音非常大，所以向大学传达称“7个不要讲”精神，“可是这样也就等于走进了死胡同”。[11]他表示也許是中共感到社會危機愈來愈嚴重，所以要從意識形態方面維穩，「但我認為這樣只會陷入更大的危機」。[2]
- 法律學者徐昕引述網民的評論：「民主是一種很複雜的東西，複雜到這是中國人唯一沒能山寨成功的東西。」[2]
- 中国大陸知名地产商任志强听闻后砲轟：“要把权力关进笼子，就不能没有新闻自由”。[11]